# Venanci Fortunat
Venanci Fortunat o Venanci Honori Clemencià Fortunat, en llatí Venantius Honorius Clementianus Fortunatus, (ca. 530 - ca. 600/609) va ser un poeta llatí, autor d'himnes, i bisbe de Poitiers. La seva obra representa el pas del món llatí al món medieval. És venerat com a sant al cristianisme.

## Vida
Venanci Fortunat va néixer al nord de l'actual Itàlia entre Valdobbiadene, Ceneda i Treviso. Va formar-se a Ravenna, llavors conquerida per l'Imperi Romà d'Orient i capital de l'Exarcat. Va familiaritzar-se amb els autors clàssics com Virgili, Horaci, Ovidi, Estaci i Marc Valeri Marcial i amb els poetes cristians com Arator, Claudi Claudià i Seduli.
Cap al 560 va marxar a la Gàl·lia, passant per Germània, probablement per a treballar com a poeta a la cort merovíngia. Circumstàncies polítiques impediren que romangués a la cort i va tenir com a mecenes algunes figures religioses, com Sant Gregori de Tours. Va ser nomenat bisbe de Poitiers cap a l'any 600.
Fortunat va ser canonitzat per l'Església catòlica. La seva festivitat es va fixar el 14 de desembre; és venerat, sobretot, a la diòcesi de Poitiers i algunes esglésies del Vènet.

## Obres
La seva obra poètica és essencial en el desenvolupament de la literatura llatina tardana, ja que la seva mètrica s'allunya del vers basat en la quantitat del llatí clàssic i s'adapta al llatí parlat en aquell moment. Basa el vers en l'accent, com serà normal durant l'Edat mitjana. Presenta influències de la poesia llatina irlandesa i la literatura grega. Les seves obres van ser publicades a Càller en 1573, a Colònia en 1600 i a Magúncia en 1617.
Destaquen onze llibres de poemes, amb obres de gèneres diversos: epitafis, panegírics, geòrgiques, consolacions, poemes religiosos...;
- In laudem sanctæ Mariæ;
- Vita sancti Martini, poema en quatre cants sobre la vida de Sant Martí de Tours;
- una elegia a la destrucció del regne de Turíngia, posat en boca de la reina Radegunda;
- himnes sacres per a la litúrgia, entre ells
  - Vexilla regis(«Les banderes del Rei són aixecades»), seqüència poètica cantada els vespres de la Setmana Santa. Escrit en honor d'una relíquia de la Vera Creu enviada per l'emperador Justí II de l'Imperi Romà d'Orient a la reina Radegunda.
  - Pange lingua: pel començament, Pange, lingua, gloriosi proelium certaminis («Canta, oh llengua, el gloriós combat», himne sobre el qual Tomàs d'Aquino va fer el seu Pange lingua, cantat encara en algunes festivitats.[5]
- les vides en prosa dels sants Germà de París, Medard de Noyon, Remigi de Reims, Aubin d'Angers i Radegunda
- una exposició, en prosa, de la fe, a partir de l'obra de sant Atanasi d'Alexandria.

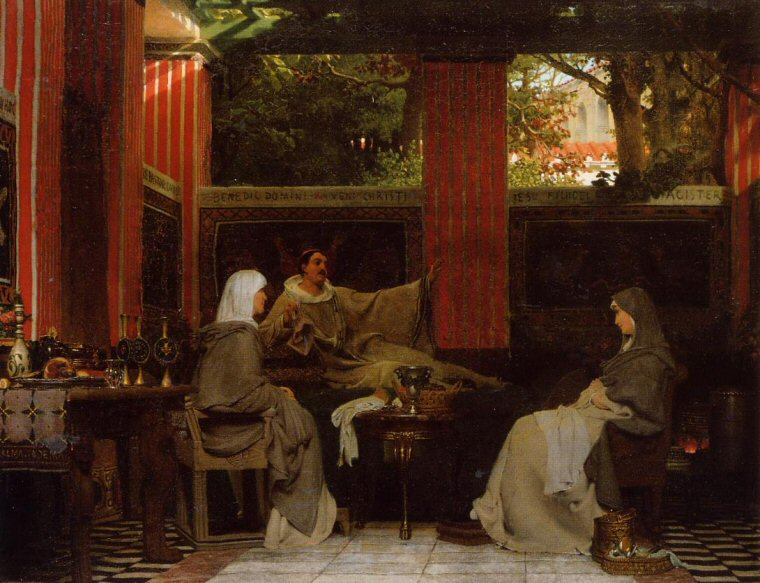
Venanci Fortunat llegint els seus poemes a Radegunda, per Lawrence Alma-Tadema (1862)
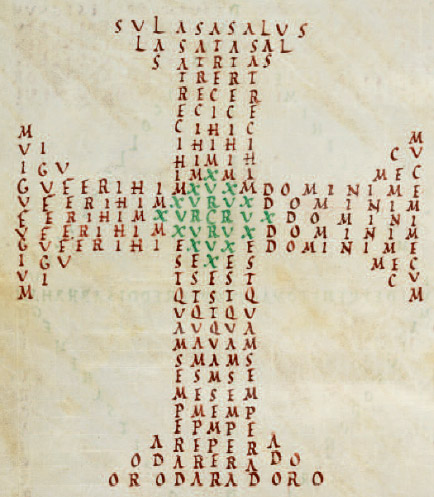
Poema en forma de creu De signaculo Sanctae Crucis copiat a un còdex del s. IX